# Deception Glacier
Deception Glacier är en glaciär i Antarktis. Den ligger i Östantarktis. Australien gör anspråk på området. Deception Glacier ligger 1 432 meter över havet.
Terrängen runt Deception Glacier är kuperad. Trakten är obefolkad. Det finns inga samhällen i närheten. 